# Año Europeo de las Lenguas
El año 2001 fue declarado el Año Europeo de las Lenguas por el Consejo de Europa, la Unión Europea, y la UNESCO. En la anunciación de la iniciativa, los tres cuerpos abogaron por la importancia de la enseñanza de idiomas para el desarrollo personal, y sugirieron que las capacidades lingüísticas son necesarias para responder a los cambios económicos, sociales, y culturales de la sociedad. La declaración fue acompañada por iniciativas por parte de la mayoría de los países europeos; con ello se esperaba destacar la riqueza cultural de Europa y apoyar una colaboración más estrecha entre los ciudadanos, las escuelas y las instituciones. Una de las iniciativas se trataba de una Semana de Educación Lingüística para Adultos, llevada a cabo del 5 al 11 de mayo, para acentuar que nunca es tarde aprender una nueva lengua.